# 上下エジプト

上エジプト(Upper Egypt)と下エジプト(Lower Egypt)

上エジプト（かみエジプト、Upper Egypt）および下エジプト（しもエジプト、Lower Egypt）とは、古代エジプト時代に存在した地域または国家の呼称（両者まとめて上下エジプト（じょうげエジプト）と総称）。
古代エジプト初期、エジプトはいくつかの都市国家に分かれていたが、やがて、上エジプト（現在のカイロ南部からアスワン辺りまでのナイル川流域地帯）と下エジプト（現在のカイロ南部からアレクサンドリアあたり地中海に至るまでのナイル川デルタ地帯）の二つの統一国家にまとまったと考えられている。
上下エジプトの統一は、紀元前3150年頃、上エジプトのナルメル王（メネス王とも）によってなされた。その後、ファラオたちは、上下エジプトの支配者、上エジプトの守護女神ネクベトと、下エジプトの守護女神ウアジェト双方の化身であるとされた。